# Anapisona
Anapisona es un género de arañas araneomorfas de la familia Anapidae. Se encuentra en América.

## Especies
Según The World Spider Catalog 12.0:
- Anapisona aragua Platnick & Shadab, 1979
- Anapisona ashmolei Platnick & Shadab, 1979
- Anapisona bolivari Georgescu, 1987
- Anapisona bordeaux Platnick & Shadab, 1979
- Anapisona furtiva Gertsch, 1941
- Anapisona guerrai Müller, 1987
- Anapisona hamigera (Simon, 1897)
- Anapisona kartabo Forster, 1958
- Anapisona kethleyi Platnick & Shadab, 1979
- Anapisona pecki Platnick & Shadab, 1979
- Anapisona platnicki Brignoli, 1981
- Anapisona schuhi Platnick & Shadab, 1979
- Anapisona simoni Gertsch, 1941